# Пинская и Туровская епархия (униатская)

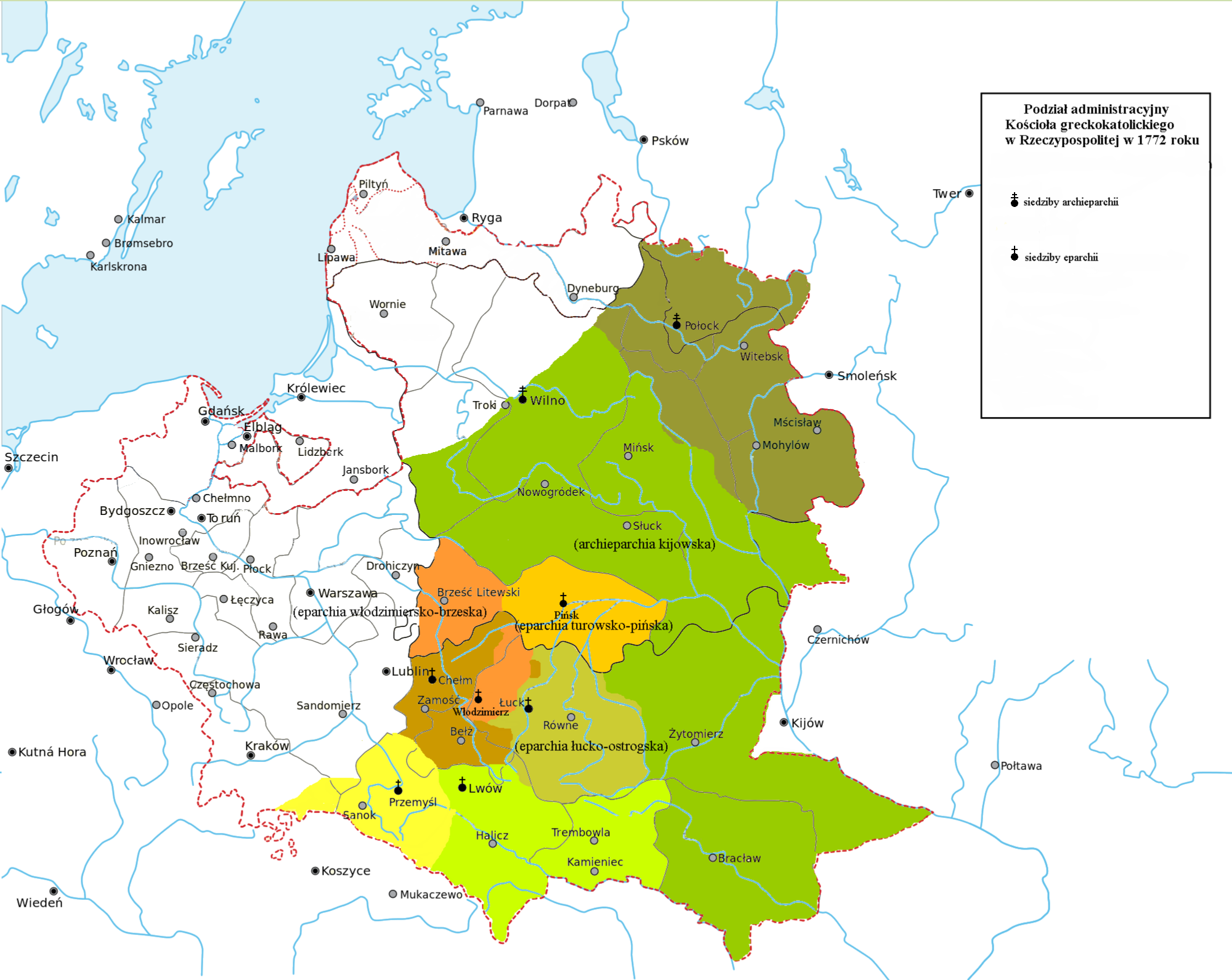
Административно-территориальное деление Русской униатской церкви в 1772 году

Пинская и Туровская епархия является административно-территориальной единицей (епархией) униатской церкви в составе Великого княжества Литовского в период существования Речи Посполитой. Она существовала в 1596—1795 гг. и охватывала в основном территорию Пинского повета Брестского воеводства и Мозырского повета Минского воеводства.

## История
Пинская и Туровская епархия была создана в результате перехода Пинской и Туравской православных епархий к униатству после Брестской унии 1596 года. Она была самой немногочисленной из униатских епархий по количеству верующих: в 1666 году в епархию входили 10 приходских церквей. В 1676 году в королевских владениях епархии насчитывалось 39 священников, в аристократических поместьях — 46, а в общем количестве прихожан — 74. Число приходов росло по мере того, как православные церкви и монастыри переходили в униатство. В 1668 году стал униатским  Пинский Лещинский монастырь.
В начале XVIII века в Пинскую и Туровскую епархию вошли 100 приходов. В 1722 году в униаты были переведены около 20 000 человек, а в 1743 году униатскими стали также Крупятской Введенский и Новодворский Успенский монастыри. В 1772 г. епархия занимала площадь 25,2 тыс. км² в Брестском воеводстве и насчитывала около 20 деканатов.
После раздела Речи Посполитой территория епархии была присоединена к Российской империи. В 1795 году из-за преобразования униатских приходов в православие и реорганизации структуры униатской церкви епархия была упразднена. Приходы, верующими которых оставались униаты, стали частью вновь образованной Брестской униатской епархии в 1798 году.

## Епископы
За основу взят список в третьем томе издания «Encyklopedyja powszechna». Там, где временные рамки уточняются, предоставляются дополнительные ссылки.
- Иона Гогаль (Гоголь) (1595[3]–1602) – после заключения Брестской унии в 1596 году стал первым греко-католическим Турово-Пинским епископом.
- Паисий Саховский (1602[4]–1625)
- Григорий Михалович (1626[3]–1632)
- Рафаил Корсак (1632–1637)
- Пахомий Война-Оранский (1637–1653)
- Андрей Кваснинский (1654–1665)
- Маркиан Белозор (1665–1696)
- Антоний Желкевский (1697–1702)
- Порфирий Кульчицкий (1703–1716)
- Иоахим Цехановецкий[5] (1716–1719)
- Феофил (Теодосий) Годебский (1719–1730)
- Иосафат Игнатий Булгак (1730–1769)
- Гедеон Дашкевич-Горбацкий (1769–1779)
- Евгений Горбацкий (от 1784)
- Иосафат Булгак[6].